# Sint-Laurentiuskerk (Hoog-Itter)
De Sint-Laurentiuskerk is een kleine kerk met van origine romaanse architectuur in de Belgische plaats Hoog-Itter (Haut-Ittre), in de gemeente Itter, provincie Waals Brabant. De kerk is genoemd naar de heilige Laurentius van Rome.

## Ligging
De kerk ligt in het oosten van de gemeente Itter. Gebouwd op een glooiing met uitzicht op de rue de l'Église en omgeven door de laan "Le Sarty", domineert het gebouw een landschap dat  landelijk is gebleven.

## Geschiedenis
De St.-Laurentiuskerk in Haut-Ittre werd in de 11e eeuw gebouwd in romaanse stijl. In de 21e eeuw toont het gebouw echter een mix van romaanse en gotische stijlen, nadat in de 13e en 17e eeuw wijzigingen zijn aangebracht. In januari 1978 werd de kerk aangewezen als beschermd erfgoed, rond 2008 vond een renovatie plaats.

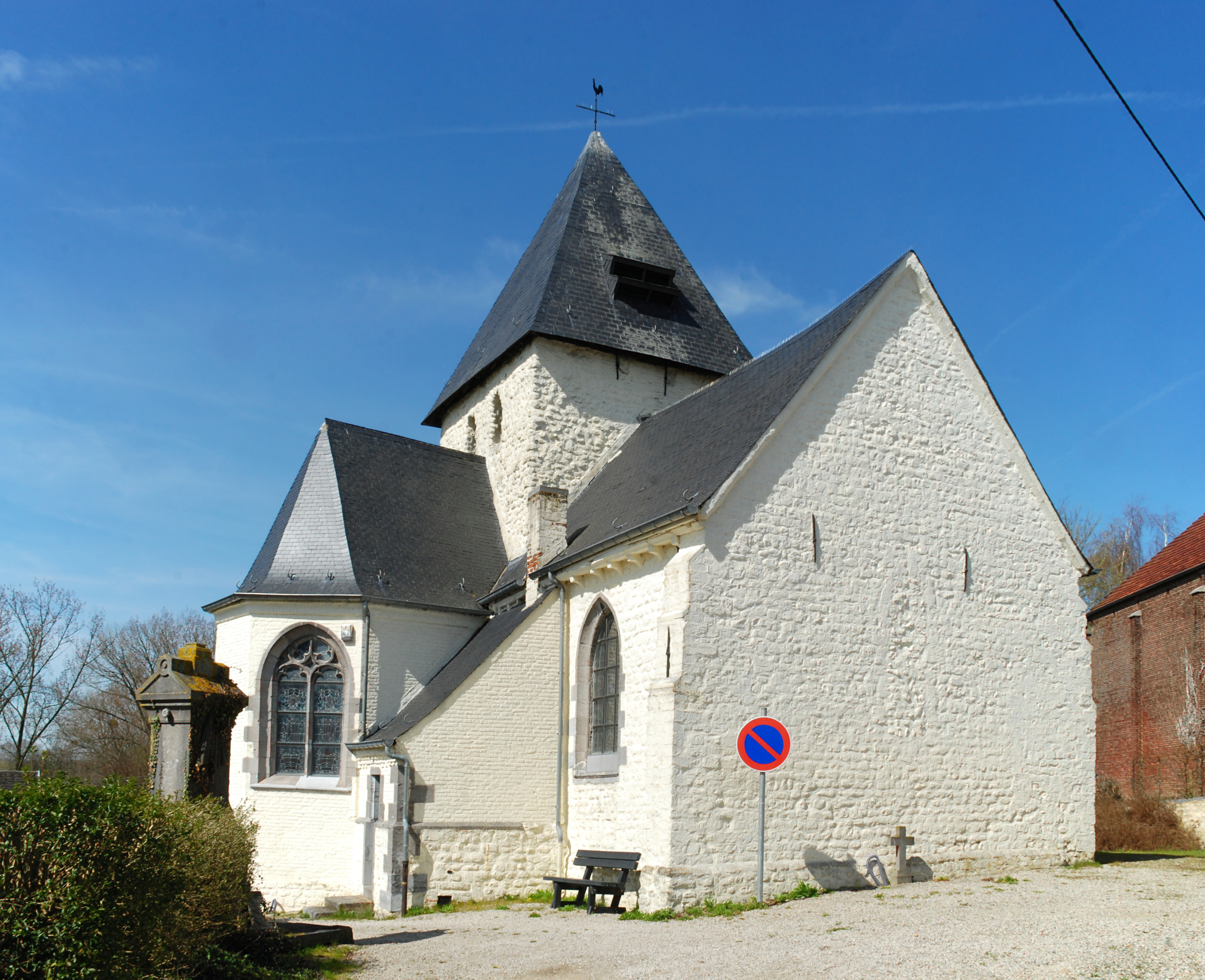
Chevet, oostzijde
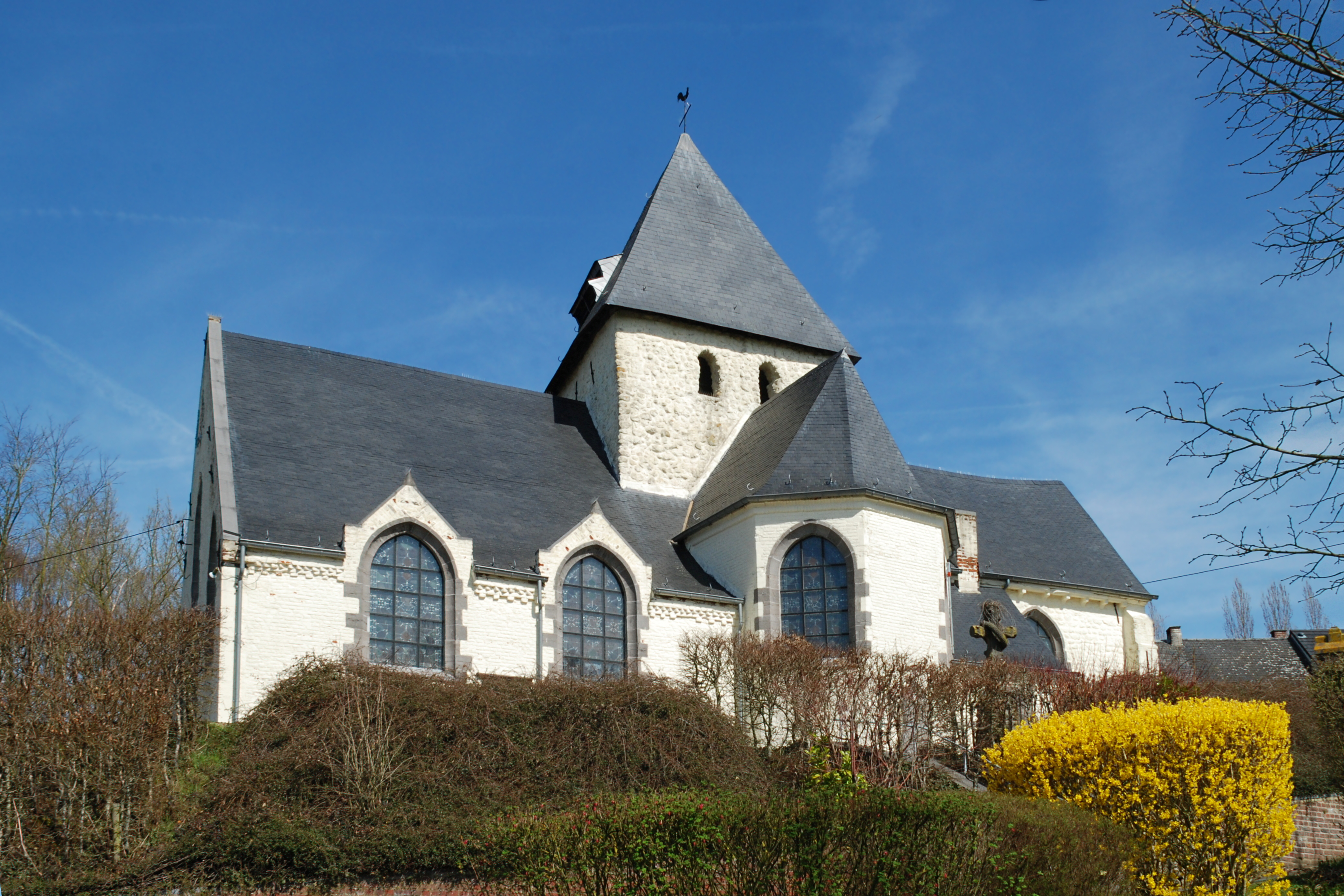
Zuidzijde

## Architectuur
De kerk heeft de vorm van een kruiskerk, met een toren op de kruising van schip en transept. De noordelijke transeptarm is rechthoekig, de zuidelijke vijfhoekig.
De kerk is gebouwd van baksteen op een basis van zandsteenblokken, met uitzondering van de toren die volledig bestaat uit steenblokken. Het gebruik van parement blauwe hardsteen (of arduin) is beperkt tot de portaal en de raamkozijnen. Het is geheel wit geschilderd, met uitzondering van de blauwe hardsteen.
Vanaf de romaanse periode heeft de kerk de toren, chevet, schip en raamwerk behouden. De rest is gotisch: de gevels, transept en chevet hebben ramen in gotische stijl, ingelijst in blauwe steen. Het westelijk portaal is neoklassiek.
De zuidgevel is onder de kroonlijst versierd met een fries met tandlijst. Een kleine sacristie uit de latere periode, grenzend aan de zuidelijke arm van het transept, heeft steenhouwersmerken.

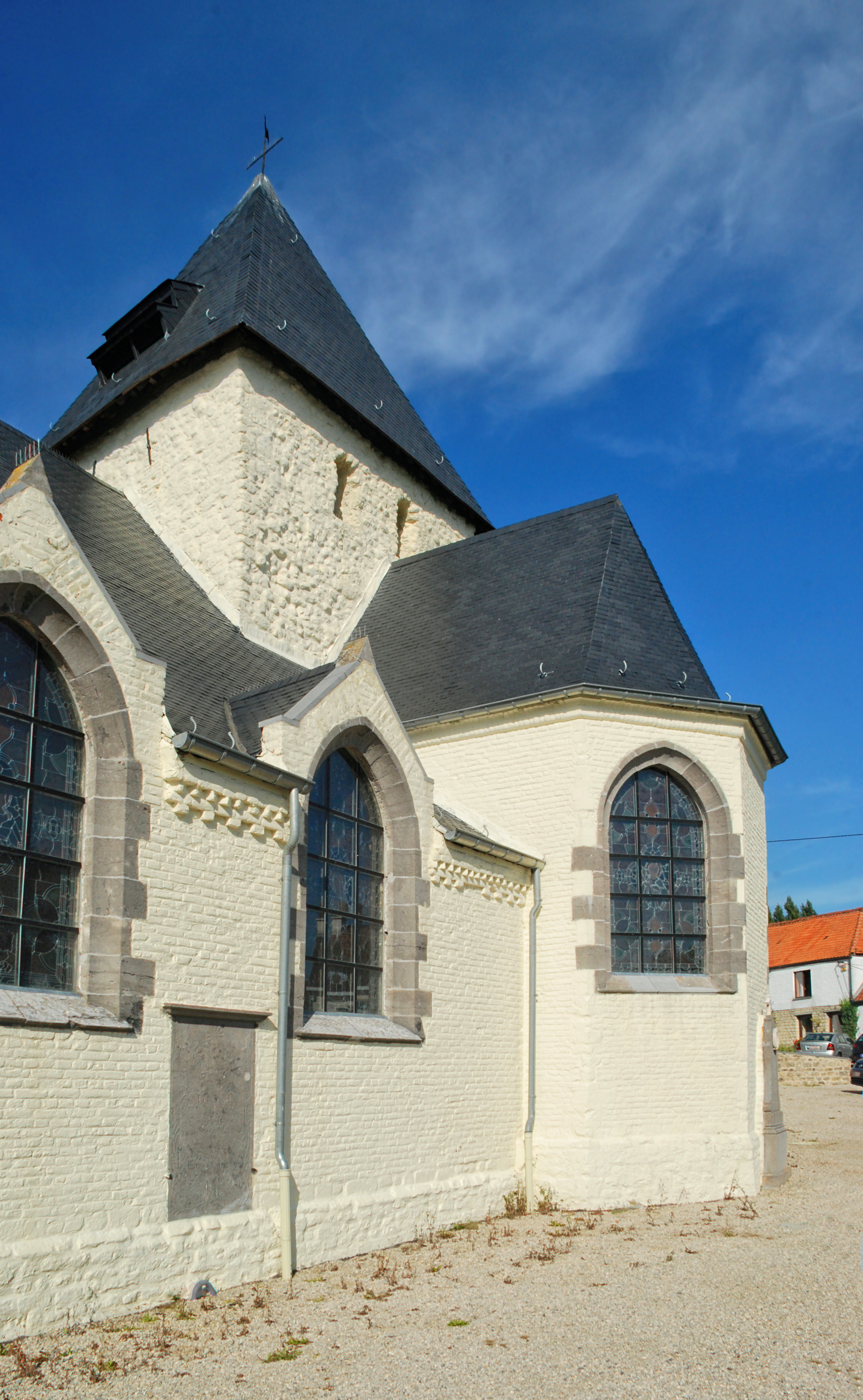
Zuidzijde
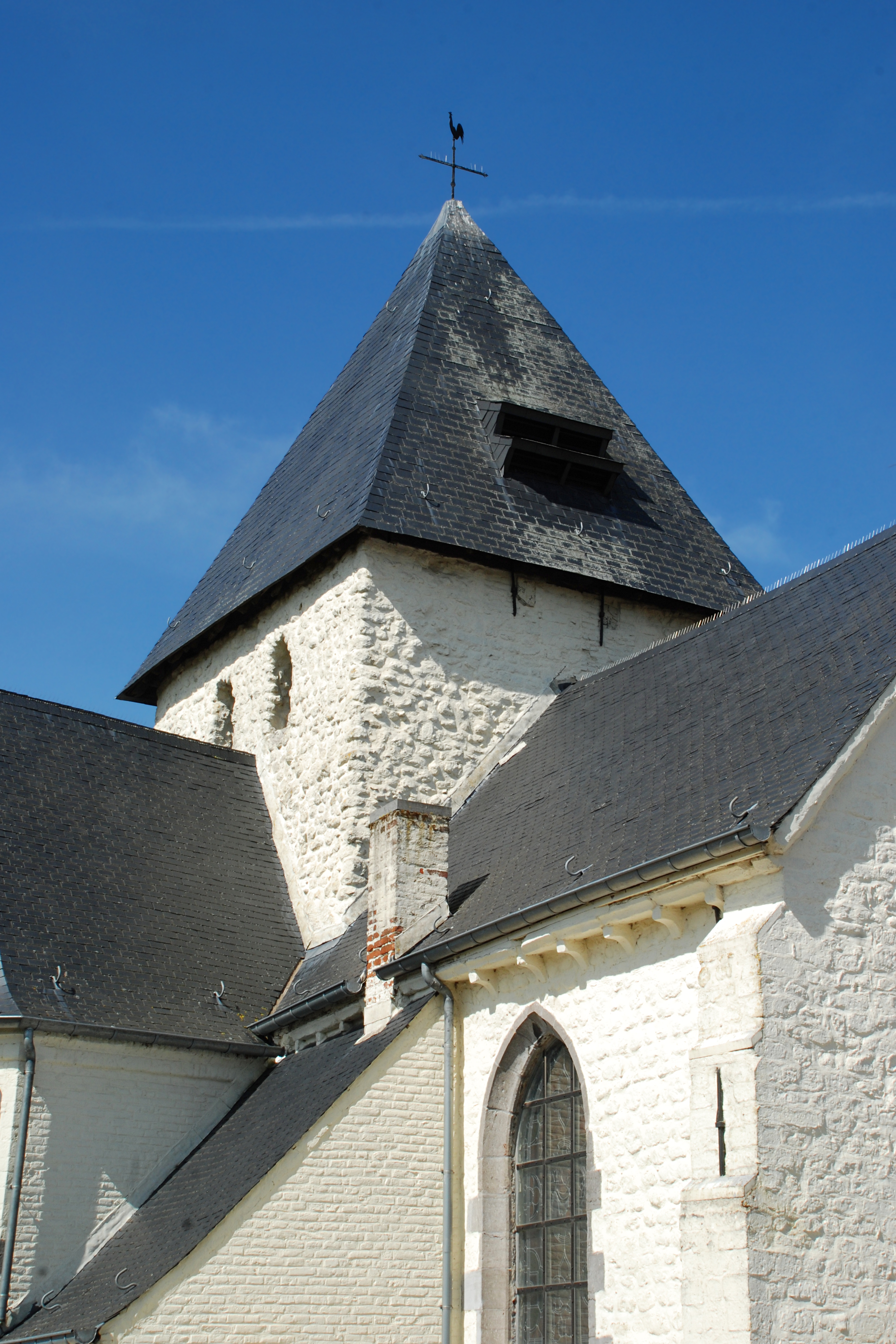
Klokkentoren
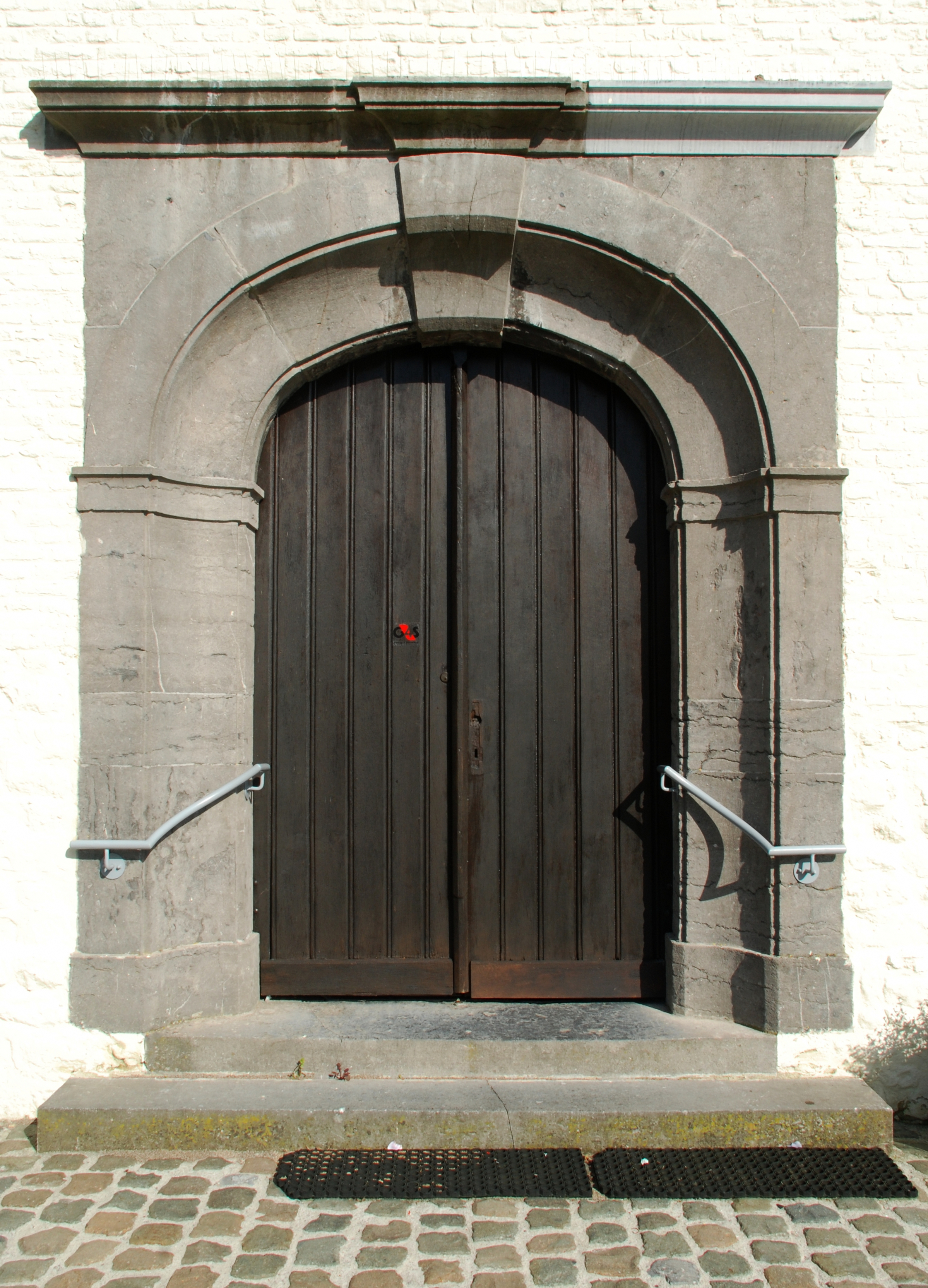
Portaal
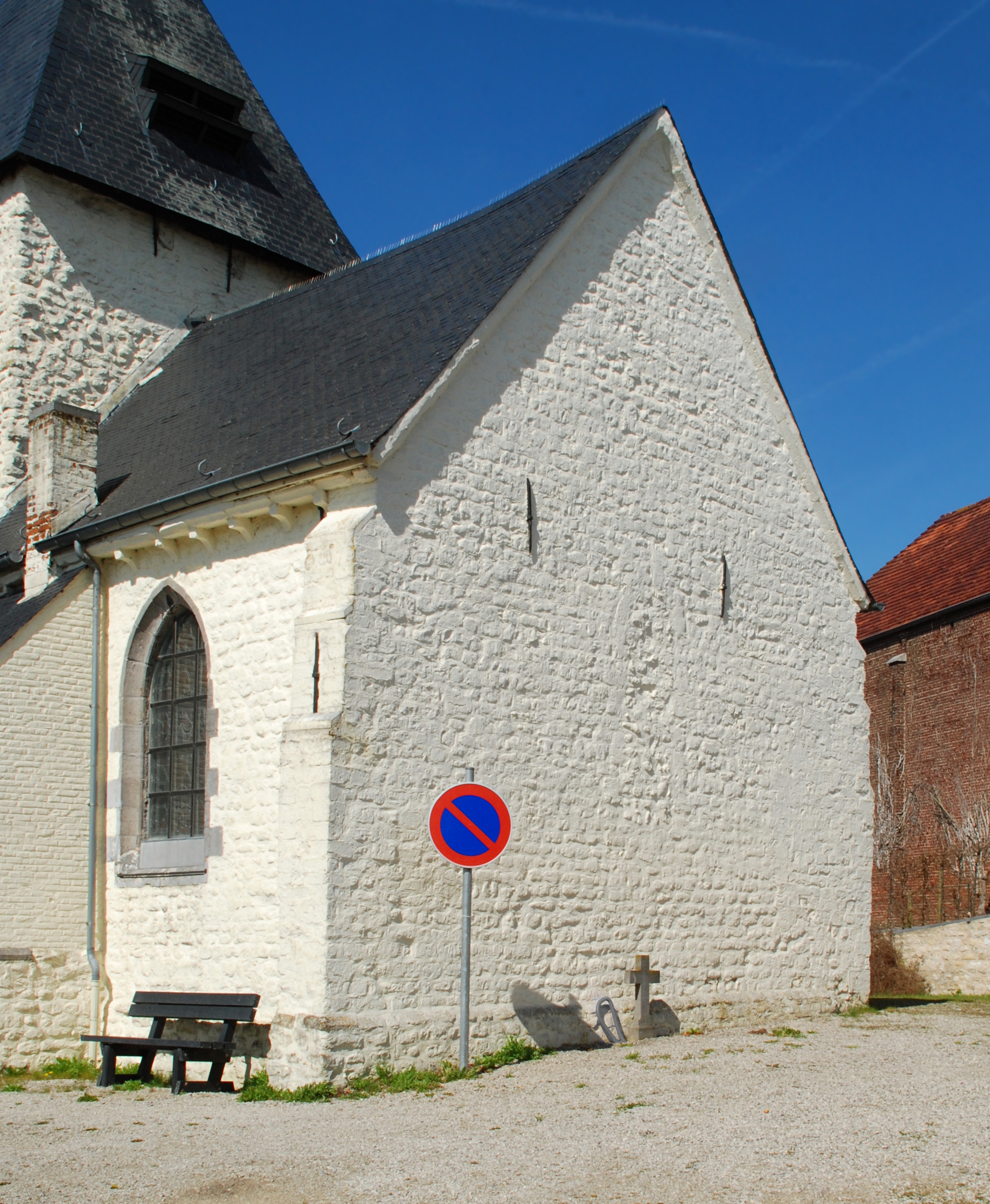
Chevet